# 卡梅·福卡德利
玛丽亚·卡梅·福卡德利·路易斯（1955年5月29日—），女，前加泰罗尼亚议会议长。加泰罗尼亚独立运动期间，她曾指责西班牙政府利用法庭处理政治问题。
2017年10月28日，在50多名议员弃权的情况下，她主持“独立建国”投票。全体135名议员当中，70人投了支持票，10人投反对票，2人投空白票。投票后当即宣布加泰罗尼亚成为独立自主的社会民主国家，国名为加泰罗尼亚共和国，呼吁其他国家与机构给予承认，并称要与西班牙政府磋商成立新共和国事宜。
在西班牙政府启动宪法第155条冻结加泰罗尼亚自治权、强行解散自治政府之后，福卡德利遭到解职，并被西班牙最高法院指控在加泰罗尼亚独立运动中，涉嫌煽动叛乱和叛乱罪。
2017年11月11日，福卡德利以15万欧元（17.5万美元）交保获释。
2019年10月，福卡德利因煽动叛乱罪被西班牙最高法院判处有期徒刑11年零6个月。
2021年6月，因政府特赦，福卡德利與其他八名涉及加泰隆尼亞獨立公投而被監禁的政治人物一同獲釋。

## 外部連結
- Carme Forcadell（页面存档备份，存于） （文）